# 巴伦西亚德尔蒙武埃
巴伦西亚德尔蒙武埃，是西班牙埃斯特雷马杜拉巴达霍斯省的一个市镇。总面积75平方公里，总人口791人（2001年），人口密度11人/平方公里。